# 이강 (전한)
이강(李彊, 李強, ? ~ ?)은 전한 후기의 관료로, 자는 중군(中君)이다.

## 생애
원강 4년(기원전 62년), 태중대부(太中大夫)에서 수(守)소부로 승진하였다.
신작 3년(기원전 59년), 대홍려로 전임되었다.

## 출전
- 반고, 《한서》 권19하 백관공경표 下 · 권72 소망지전

| 전임 소망지 | 전한의 소부 기원전 62년 ~ 기원전 59년 | 후임 양구하 |

| 전임 소망지 | 전한의 대홍려 기원전 59년 ~ 기원전 57년? | 후임 왕우 |